# Pentatrichia
Pentatrichia là một chi thực vật có hoa thuộc họ Asteraceae.

## Danh sách loài
Chi này có các loài sau:
- Pentatrichia alata S.Moore
- Pentatrichia avasmontana Merxm.
- Pentatrichia petrosa Klatt
- Pentatrichia rehmii (Merxm.) Merxm.